# The Mechanic (2011)
The Mechanic (bra: Assassino a Preço Fixo; prt: The Mechanic - O Profissional) é um filme norte-americano de 2011, dos gêneros ação e suspense, dirigido por Simon West e estrelado por Jason Statham.
É um remake do filme homônimo de 1972, dirigido por Michael Winner, estrelado por Charles Bronson e Jan-Michael Vincent. 

## Sinopse
Arthur Bishop é um assassino profissional de elite, com regras simples e restritas para cumprir seu trabalho. Por seu grandes "serviços" ele é contratado para matar o seu mentor e amigo Harry, após cometer o assassinato, Bishop treinará o filho de Harry para para se tornar um assassino profissional, mas ele descobrirá uma verdade surpreendente sobre o motivo de terem contratado ele para matar Harry.

## Elenco
- Jason Statham como Arthur Bishop
- Ben Foster como Steve McKenna
- Tony Goldwyn como Dean Sanderson
- Donald Sutherland como Harry McKenna
- Jeff Chase como Burke
- John McConnell como Andrew Vaughn
- Mini Andén como Sarah
- Stuart Greer como Ralph
- Christa Campbell como Kelly
- James Logan como Jorge Lara
- Eddie J Fernandez como Guarda de Lara
- Joshua Bridgewater